# 石橋宿
石橋宿（いしばしじゅく）は、日光街道および奥州街道の15番目の宿駅（宿場町）である。現在の栃木県下野市石橋。

## 概要
石橋宿は江戸時代に下野国都賀郡にあった宿場町である。元は上石橋村、下石橋村、上大領村、中大領村、下大領村、前原村の6か村が1村となり、当時天領とされていたため内裏領村と呼ばれていた。
時期は不詳だが内裏領村が宿駅となり石橋宿となった。
宿役はこの宿の旧家で元多功城城主多功宗朝に仕え後この地に土着し農民となったと言われる名主伊沢近江守、問屋伊沢出雲守、本陣伊沢越前守の各家が代々交代で勤めた。
天保14年（1843年）の『日光道中宿村大概帳』によれば、石橋宿には本陣1軒、脇本陣1軒が設けられ、旅籠が30軒あった。宿内の家数は79軒、人口は414人であった。
現在も石橋には旧日光街道である国道4号が通るほか、その近傍を鉄道路線JR宇都宮線（東北本線）が通り同線石橋駅周辺を中心に宅地化が進み交通量も激しく喧騒となってはいるものの、往時の静けさも垣間見られる。

## 設備
- 宿駅
  - 本陣伊沢越前守、脇本陣伊沢家
- 寺社
  - 薬師堂、星宮明神、不動堂、修験左京坊【壬生道】（下石橋）
  - 愛宕社、神明社、大日堂（石橋宿御料）
  - 薬師堂、花木権現、医王院、石橋大明神【壬生道、結城道】、修験大楽院、不動堂、青龍権現、開雲堂、聖天堂、泉蔵寺、神明社（石橋宿）
- 接続道路
  - 日光道中
  - 壬生道
  - 結城道

## 交通
隣の宿場
- 日光街道、奥州街道

小金井宿 - 石橋宿 - 雀宮宿
- 日光東往還（結城道）

　石橋宿 - 多功宿

## 参考資料
1. 1 2  『日光道中略記』に拠る。
2. ↑  『日光道中宿村大概帳』に拠る。
3. ↑  『日光道中絵図巻6』（笹原新田より宇都宮宿まで）に拠る。